# Kinga Czigány
Kinga Czigány (Győr, 17 de febrero de 1972) es una deportista húngara que compitió en piragüismo en la modalidad de aguas tranquilas.
Participó en dos Juegos Olímpicos de Verano en los años 1992 y 1996, obteniendo una medalla de oro en la edición de Barcelona 1992 en la prueba de K4 500 m. Ganó cinco medallas en el Campeonato Mundial de Piragüismo entre los años 1993 y 1995.

## Palmarés internacional
| Juegos Olímpicos   | Juegos Olímpicos          | Juegos Olímpicos  | Juegos Olímpicos |
| Año                | Lugar                     | Medalla           | Evento           |
| ------------------ | ------------------------- | ----------------- | ---------------- |
| 1992               | Barcelona (España)        | Medalla de oro    | K4 500 m         |
| Campeonato Mundial |                           |                   |                  |
| Año                | Lugar                     | Medalla           | Evento           |
| 1993               | Copenhague (Dinamarca)    | Medalla de plata  | K2 500 m         |
| 1993               | Copenhague (Dinamarca)    | Medalla de bronce | K4 500 m         |
| 1994               | Ciudad de México (México) | Medalla de plata  | K2 500 m         |
| 1994               | Ciudad de México (México) | Medalla de plata  | K4 500 m         |
| 1995               | Duisburgo (Alemania)      | Medalla de bronce | K4 500 m         |